# Umjetni horizont
Umjetni horizont je instrument koji pokazuje položaj zrakoplova u odnosu na prirodni horizont, tj. da li je nagnut oko svoje uzdužne ili poprečne osi. Osnovni element mu je žiroskop s tri stupnja slobode kretanja. 
U zrakoplove su se prvobitno ugrađivale uzdužne i poprečne libele. Razvojem zrakoplova razvijali su se i instrumenti pred koje su postavljani novi standardi za preciznost i otpornost na vibracije, ubrzanja, promjene temperatura i tlaka. Žiroskopski pokazivači napravili su preokret u njihovom razvoju. Žiroskopsko njihalo, za razliku od običnog njihala, ima vrlo veliki moment inercije (koji se postiže pogodnim rasporedom masa), kao i veliku brzinu rotacije oko glavne osi, što mu osigurava dovoljno dug period osciliranja zbog čega je ono praktično neosjetljivo na sile ubrzanja. To je i glavna osobina primijenjena na umjetnim horizontima.
Žiroskopi se odlikuju velikom stabilnošću, koja međutim, često nije dovoljna da spriječi naginjanje njihove glavne osi. Stoga se umjetni horizonti opremaju specijalnim ispravljačima, čiji je zadatak da stvaraju takve ispravljačke momente koji se suprotstavljaju svakoj tendenciji naginjanja glavne osi. Na zrakoplovima koje su predviđene za izvođenje evolucija umjetni horizonti imaju dodatni uređaj za blokiranje žiroskopskog sustava. To je neizbježno jer pri uzdužnom nagibu većem od 60° i poprečnom većem od 90°, dijelovi žiroskopskog sustava udaraju u posebne ograničivače, zbog čega dolazi do nasilnog izbacivanja sustava iz normalnog položaja. Ispravljačima je poslije ovoga potrebno 5 do 10 minuta da ponovno vrate sustav u normalni rad. Blokiranjem žiroskopskog sustava prije izvođenja evolucija ova se pojava može spriječiti.